# Johann Mauritz von Plettenberg zu Marhülsen
Johann Mauritz von Plettenberg zu Marhülsen (* 28. August 1686; † 3. Juli 1740 in Paderborn) war ein römisch-katholischer Geistlicher und Domherr in verschiedenen Bistümern.

## Leben

### Herkunft und Familie
Johann Mauritz Freiherr von Plettenberg entstammte als Sohn des Caspar Dietrich von Plettenberg zu Lenhausen und Marhülsen (Niederlande) und der Anna Gertrud von Pallandt zu Keppel dem uralten westfälischen Adelsgeschlecht von Plettenberg. Aus dem Familienstamm sind zahlreiche Persönlichkeiten hervorgegangen. Der Dompropst Friedrich Christian (1682–1752) war sein Bruder.

### Werdegang und Wirken
Mit dem Erhalt der Tonsur am 26. April 1705 wurde Johann Mauritz auf ein geistliches Leben vorbereitet. Als er volljährig wurde, trat er die Nachfolge seines Vaters als Gutsherr in Marhülsen an. Durch Zuspruch des Papstes kam er 1713 in den Besitz einer Dompräbende in Paderborn und wurde hier Kämmerer.
1729 verzichtete Franz Arnold von Raesfeld auf seine münstersche Präbende und übertrug sie an Johann Mauritz. Seine Wahl zum Domscholaster in Münster fiel auf den 5. Juni 1732. 1729 gelangte er auch in den Besitz einer Präbende in Osnabrück. Johann Mauritz war Subdiakon und Propst des Kollegiatstifts Busdorf.